# 東京慈恵会医科大学の人物一覧
東京慈恵会医科大学の人物一覧（とうきょうじけいかいいかだいがくじんぶついちらん）は、東京慈恵会医科大学に関係する人物の一覧記事。

## 創設者・関連人物
- 松山棟庵 - 創設者
- 高木兼寛 - 創設者
- 昭憲皇太后（明治天皇の皇后） - 慈恵看護専門学校の前身・東京慈恵医院看護婦教育所総裁。「慈恵」の名を授けた。

## 教職員
名誉教授
- 森田正馬 - 神経症の治療法「森田療法」を考案。1903年、東京慈恵会医院医学専門学校教授。1937年、東京慈恵会医科大学名誉教授[1]。
- 土肥淳一郎 - 皮膚科学者。附属青戸病院・附属病院の院長を歴任。私学初の日本皮膚科学会会頭。

客員教授
- 利根川進 - 1987年にノーベル生理学・医学賞を受賞。

## 出身者
- 浅井亨 - 歯科医師、参議院議員
- 浅沼一成 - 第16代厚生労働省医政局長[2]
- 阿倍野竜正 - 僧侶、高野山真言宗管長
- 天本宏 - 医学博士、医療法人財団天翁会初代理事長
- 飯島勝矢 - 医学者
- 池田義雄 - 医学者
- 入江陽 - 音楽家、医師
- 岩井寛 - 医学者
- 上田泰 - 医学者
- 宇佐玄雄 - 医師
- 海原純子 - 医学者
- 梅澤彦太郎 - 実業家、日本医事新報社創業者  ※中退
- エフゲニー・アクショーノフ - インターナショナル・クリニック院長、「六本木の赤ひげ」のモデル
- 大木隆生 - 東京慈恵会医科大学教授
- 大坪寛子 - 医学者、厚生労働省大臣官房審議官
- 大原健士郎 - 精神科医
- 大畠襄 - サッカー日本代表専属医師、2010年日本サッカー殿堂顕彰者
- 大原博夫 - 衆議院議員、公選第2-4代広島県知事
- 大江裕一郎 - 医師
- 岡田素臣 - 衆議院議員
- 岡部信彦 - 厚生労働省国立感染症研究所感染症情報センター長
- 小澤竹俊 - 医師
- 小野三嗣 - 運動生理学者
- 笠原洋勇 - 医学者
- 柄澤昭秀 - 医学者
- 川尻徹 - 精神科医
- 北西憲二 - 精神科医
- 草皆五沼 - 俳人、医師
- 犀川一夫 - 医師
- 酒井敏夫 - 医学者、東京慈恵会医科大学名誉教授
- 坂口登 - 第3代長野県更埴市長、長野県議会議員
- 櫻井健治 - 医師
- 嶋田賢 - 医師、馬主
- 白浜仁吉 - 第39代郵政大臣、衆議院議員、長崎県議会議員
- 下島勲　- 俳人、医師
- 霜禮次郎 - 整形外科医、射撃選手
- 進藤奈邦子 - 世界保健機関医務官
- 助川弘之 - 医師、第16-19代茨城県土浦市長
- 鈴木良三 - 画家
- 高橋良 - 耳鼻科医
- 滝井義高 - 衆議院議員、第10-15代福岡県田川市長
- 田口芳雄 - 医学者
- 田中雅博 - 医師、僧侶
- 知念実希人 - 医師、小説家
- 土屋清三郎 - 医師、衆議院議員
- 徳田良仁 - 精神科医
- 中川晶輝 - 眼科医、キリスト教活動家
- 長野寛史 - 医師
- 中原英臣 - 医学者、新渡戸文化短期大学名誉学長
- 中山和彦 - 精神医学者
- 南雲吉則 - 医師、乳腺専門医
- 新見昌央 - 医学者
- 野村章恒 - 精神科医
- 長谷川和夫 - 聖マリアンナ医科大学名誉教授、長谷川式認知症スケール作成者
- 原田東岷 - 外科医、平和運動家
- 一杉正仁 - 法医病理学者
- 深田英朗 - 歯学者
- 富家孝 - 医師、医療ジャーナリスト
- 帆足英一 - 医師
- 本間生夫 - 昭和大学名誉教授、東京有明医療大学学長、日本生理学会副会長、文部科学省教科用図書検定調査審議会会長
- 増野肇 - 精神病理学者、ルーテル学院大学名誉教授
- 松本本松 - 医学者、貴族院議員
- 丸山浩一 - 第3代西東京市長
- 丸山五郎 - 医師、政治家
- 三浦大助 - 政治家、厚生官僚
- 水島裕 - 聖マリアンナ医科大学名誉教授、参議院議員
- 水野泰孝 - 医師、医学博士、グローバルヘルスケアクリニック院長
- 村木毅 - 医学者
- 矢部喜正 - 東邦大学医学部教授
- 山田清 - 医師、衆議院議員、東京府会議員、東京市会議員、全国自動車業連合会長
- 山本敏晴 - 国境なき医師団日本理事
- 湯浅謙 - 医師
- 吉倉範光 - 精神医学者
- 吉田正樹 - 医学者
- 吉原忠男 - 医学博士、推理作家
- 米本恭三 - 医学者

### 東京慈恵会医科大学学長経験者
- 矢崎芳夫 - 衛生学者、第5代学長
- 名取礼二 - 生理学者、第7代学長
- 阿部正和 - 内科学者、第8代学長